# Assassin’s Creed Origins
Assassin’s Creed: Origins – komputerowa fabularna gra akcji wyprodukowana przez Ubisoft Montréal i  wydana 27 października 2017 roku przez Ubisoft. Jest to dziesiąta odsłona głównej serii Assassin’s Creed i następca Assassin’s Creed: Syndicate z 2015 roku. Fabuła osadzona została w starożytnym Egipcie u schyłku epoki ptolemejskiej, w latach 49–44 p.n.e. Przedstawia losy medżaja Bayeka z Siwy oraz jego żony Ayi, szukających zemsty na zabójcach swojego syna, jak również tytułową genezę trwającego przez tysiąclecia konfliktu ukrytych (protoplaści Bractwa Asasynów) z członkami Zakonu Starożytnych (prototemplariusze). Osadzona w XXI wieku opowieść klamrowa, spinająca ze sobą główne odsłony cyklu, przedstawia nową bohaterkę, Laylę Hassan, przeżywającą wspomnienia Bayeka za pomocą zmodyfikowanego animusa.
Prace nad grą rozpoczęły się w 2013 roku, po premierze Assassin’s Creed IV: Black Flag. Ubisoft Montréal pracował nad grą przez cztery lata przy wsparciu blisko siedmiuset osób z innych studiów Ubisoftu na całym świecie. W celu zapewnienia, że przedstawiony w grze świat jest autentyczny, ściśle współpracowano z egiptologami i historykami. W odpowiedzi na często pojawiające się zarzuty związane ze skostniałą i bliźniaczo podobną rozgrywką w każdej kolejnej części, na potrzeby Origins zespół postanowił zmienić formułę Assassin’s Creed. Podczas gdy poprzednie odsłony były przede wszystkim skradankami akcji, w Origins wprowadzono wiele elementów typowych dla gier fabularnych oraz ulepszono system walki. Począwszy od Assassin’s Creed II z 2009, każda kolejna część ukazywała się co roku, jednak w przypadku dziesiątej części twórcom pozwolono na dodatkowy rok pracy, żeby mogli doszlifować grę. Sytuacja taka w dużej mierze spowodowana była niezadowalającą sprzedażą Syndicate oraz premierowym fiaskiem Unity z 2014 roku, które w momencie premiery obciążone było ogromną liczbą błędów technicznych.
Gra zapowiedziana została podczas targów Electronic Entertainment Expo 2017, a 27 października tego samego roku została wydana na platformach Windows, PlayStation 4 i Xbox One, z kolei 15 grudnia 2020 na Google Stadię. Spotkała się z pozytywnym przyjęciem krytyków, chwalących znaczną poprawę względem poprzednich części, fabułę, postacie, pracę aktorów głosowych, przeprojektowaną rozgrywkę, projekt świata, wierność historyczną i oprawę wizualną. Z krytyką spotkały się tempo, projekt zadań i problemy techniczne. Od momentu premiery sprzedano ponad dziesięć milionów egzemplarzy Origins, gra otrzymała również kilka końcoworocznych wyróżnień. Po premierze wspierana była przez wydawcę, doczekując się dwóch rozszerzeń fabularnych – Ukryci i Klątwa faraonów – oraz edukacyjnego trybu Wycieczka krajoznawcza: Starożytny Egipt, pozwalającego na odbywanie wycieczek z przewodnikiem po świecie gry. W październiku 2018 ukazała się kontynuacja, Assassin’s Creed: Odyssey, rozgrywająca się blisko czterysta lat wcześniej w Grecji okresu klasycznego, podczas wojen peloponeskich.

## Opis

### Świat gry
Gracz wciela się w medżaja (strażnika i obrońcę) Bayeka z Siwy oraz, w wybranych momentach, w jego żonę Ayę. Oboje pracują na rzecz zapewnienia bezpieczeństwa zwykłym mieszkańcom Egiptu w czasach rosnących niepokojów. Młody faraon, Ptolemeusz XIII, stara się za wszelką cenę zachować władzę, a zarazem rozszerzyć swoje królestwo. Jego siostra, zdetronizowana niedawno Kleopatra, zbiera lojalnych wobec niej sojuszników, żeby obalić Ptolemeusza. Pojawienie się wojsk rzymskich dowodzonych przez Juliusza Cezara jeszcze bardziej pogłębia niepokoje, ponieważ ludność obawia się inwazji. Ze względu na sprawowaną przez Bayeka funkcję medżaja, wraz z Ayą zostaje wciągnięty w intrygę tajemniczych sił próbujących wpłynąć na wszystkie te wydarzenia, ostatecznie zaś wspólnie zakładają Ukrytych – organizację poprzedzającą Bractwo Asasynów. Wśród historycznych miejsc, jakie odwiedzają postacie, znajdują się m.in. Aleksandria wraz z Biblioteką Aleksandryjską i latarnią morską na Faros, Memfis, Krokodilopolis, piramidy w Gizie, Cyrena, Piramida Łamana, Nitria, piramida Dżesera, Czerwona Piramida, a w dodatkach również Teby, Dolina Królów czy Luksor.

### Fabuła
Rok 49 p.n.e., oaza w Siwie. Bayek i jego syn Khemu zostają porwani przez grupę mężczyzn w maskach i zaprowadzeni do podziemnej krypty w świątyni Amona. Porywacze wręczają Bayekowi uśpiony Fragment Edenu i nakazują mu przy jego użyciu otworzyć ukrytą kryptę. Khemu, chcący pomóc ojcu, zostaje przez niego przypadkowo zabity w wynikłej szarpaninie. Rok później Bayek tropi zamaskowanych mężczyzn, żeby dokonać na nich zemsty. Po odnalezieniu i zabiciu dwóch udaje się do Aleksandrii na spotkanie z Ayą, która informuje go, że pozostał już tylko jeden cel. Bayekowi udaje się ustalić, że jest nim królewski skryba Eudoros, ten jednak przed śmiercią sugeruje, że ludzi w maskach jest więcej. Aya proponuje spotkanie się z jej przyjacielem Apollodorosem, który przedstawia Bayeka Kleopatrze. Ta przekazuje mu, że zamaskowani ludzie to członkowie Zakonu Starożytnych, którzy odpowiadają za jej detronizację, a ich celem jest władza nad Egiptem, do której wykorzystują marionetkowe rządy Ptolemeusza.
Bayek otrzymuje informacje o czterech nowych celach, które tropi i zabija, podczas gdy Ayi udaje się przekonać Pompejusza Wielkiego do udzielenia pomocy Kleopatrze. Medżaj otrzymuje do Ayi list z informacją, że członków Zakonu jest znacznie więcej, a część z nich należy do królewskiej straży Ptolemeusza. Bayek zaczyna podejrzewać, że Kleopatra wykorzystuje go do pozbycia się swoich rywali. Kiedy Pompejusz zostaje zabity przez Lucjusza Septymiusza, Bayek i Aya przemycają Kleopatrę do pałacu Cezara, żeby umożliwić im spotkanie, co skutkuje zawarciem sojuszu. Cezar uniemożliwia Bayekowi zabicie Septymiusza, będącego jednym z członków Zakonu. Aya jest świadkiem śmierci Ptolemeusza, który zostaje zjedzony przez krokodyle, próbując uciec Nilem.
Septymiusz zostaje doradcą Cezara, a kiedy Kleopatra zasiada na tronie Egiptu, zrywa więzi z Bayekiem i Ayą. Medżaj odkrywa, że Cezar i Kleopatra sprzymierzyli się z Zakonem, postanawia więc zebrać sojuszników, żeby stworzyć bractwo, które stawi im opór i będzie działało w służbie zwykłych ludzi. Wraz z Ayą uświadamiają sobie, że Zakon jest zainteresowany grobowcem Aleksandra Wielkiego. Po dotarciu do niego znajdują śmiertelnie rannego Apollodorosa, od którego dowiadują się, że przywódcą zakonu jest podkomendny Cezara, Flawiusz. Z pomocą Septymiusza udało mu się odzyskać z grobowca artefakty, które chce wykorzystać do otwarcia krypty pod Siwą.
Bayek tropi Flawiusza do Cyreny, której mieszkańcy zostali zniewoleni przez Rajskie Jabłko. Zabija go i wraca do Ayi, która werbuje dla ich sprawy Marka Janiusza Brutusa Młodszego oraz Gajusza Kasjusza Longinusa i wyrusza z nimi do Rzymu w celu zamordowania Cezara i Septymiusza. Drogi Bayeka i Ayi rozchodzą się, jednak przed rozstaniem zakładają Ukrytych, poprzedzającą asasynów organizację, której członkowie przysięgają chronić świat przed cieniami. W Rzymie Aya zabija Septymiusza, dzierżącego Berło Edenu, a następnie przedostaje się do senatu i zabija Cezara. Spotyka się też z Kleopatrą, ostrzegając ją, że jeżeli nie będzie sprawiedliwą władczynią, powróci, żeby zabić też ją. Bayek i Aya, którzy przybrali imiona Amun i Amunet, rozpoczynają werbowanie i szkolenie kolejnych ukrytych, tworząc struktury bractwa w – odpowiednio – Egipcie i Rzymie.
W roku 2017 pracowniczka Abstergo Industries, Layla Hassan, otrzymuje zadanie odzyskania dla firmy artefaktów z Egiptu. Zamiast nich w grobowcu znajduje mumie Bayeka i Ayi. Mając nadzieję na odkrycie informacji, które zapewnią jej pozycję w projekcie Animus, wykorzystuje zmodyfikowaną przez siebie wersję urządzenia, żeby przeżyć wspomnienia odnalezionego małżeństwa. Będąc w animusie, Layla może natknąć się na struktury wzniesione przez Pierwszą Cywilizację, zawierające wiadomości wskazujące, że odegra ona ważną rolę w nadchodzącym wydarzeniu o apokaliptycznej skali. Kiedy nie melduje się do Abstergo, firma wysyła za nią zabójców, jednak udaje jej się ich pokonać. Wraca do animusa, z którego zostaje wybudzona przez Williama Milesa, mentora asasynów. Layla zgadza się współpracować z bractwem, ale odmawia przyłączenia się do niego. Razem z Milesem wyruszają do współczesnej Aleksandrii na dalsze poszukiwania.

## Rozgrywka
Assassin’s Creed: Origins jest fabularną grą akcji z perspektywą trzeciej osoby. W celu posunięcia fabuły do przodu gracze wykonują misje – liniowe scenariusze z odgórnie narzuconymi celami. Poza nimi mogą swobodnie przemierzać otwarty świat gry, poruszając się pieszo, na wierzchowcu, rydwanem bądź feluką. Na otwarty świat składają się rozległe pustynie, oazy, jeziora oraz starożytne miasta, jak Aleksandria czy Memfis. Główny bohater, Bayek, może nurkować pod wodą, badając miejsca zatopione w rzekach i jeziorach – wcześniej możliwość nurkowania pojawiła się w serii tylko w Black Flag. Przemierzając świat Bayek napotyka bohaterów niezależnych, proszących go o pomoc. W ramach takich zadań pobocznych, najczęściej opierających się na ratowaniu więźniów, pokonywaniu wrogów czy zbieraniu przedmiotów, postać zazwyczaj prowadzona jest do charakterystycznych miejsc, w których może znaleźć skarby. Możliwe jest również m.in. eksplorowanie grobowców i piramid, atakowanie kryjówek przestępców, rozwiązywanie zagadek w celu zdobycia rzadkich przedmiotów oraz synchronizowanie punktów widokowych, służące jako punkty szybkiej podróży oraz odsłaniające inne interesujące miejsca w ich pobliżu. Wśród innych aktywności dodatkowych znajduje się chociażby możliwość toczenia walk na arenie gladiatorskiej, polegających na pokonywaniu coraz silniejszych fal wrogów i kończących się starciem z bossem, czy uczestnictwo w wyścigach rydwanów.
Za wykonywanie misji i zadań pobocznych, odkrywanie nowych miejsc czy pokonywanie wrogów postać nagradzana jest punktami doświadczenia. Po zdobyciu dostatecznej ich liczby Bayek awansuje na wyższy poziom, co pozwala na odblokowanie nowych umiejętności w którejś z dostępnych trzech kategorii: łowcy, wojownika lub wróża. Rozwijanie umiejętności wojownika zwiększa sprawność bojową Bayeka, z kolei te z drzewka wróża ułatwiają mu skryte działanie i zadawanie skrytobójczych ciosów. Misje i zadania ograniczone są zalecanymi poziomami postaci – jeżeli Bayek nie jest odpowiednio rozwinięty, przeciwnicy pokonują go od razu. Żeby wzmocnić swoje umiejętności bojowe, używane przez Bayeka wyposażenie – ukryte ostrze, kołczan, rękawica, karwasze, napierśnik i sakwy na narzędzia – mogą być wytwarzane za pomocą materiałów zdobywanych poprzez polowanie na dziką zwierzynę, rozmontowywanie nieużywanego sprzętu oraz napadanie na konwoje przewożące zapasy. Pieniądze można zdobywać poprzez grabienie i odwiedzanie charakterystycznych miejsc, a następnie wydać je na ulepszenia sprzętu, odzież czy wierzchowce. Wyposażenie i przedmioty do wytwarzania ekwipunku można nabyć również u specjalnego sprzedawcy w formie lootboksów, dostępnych za walutę zdobywaną w grze. Pomimo tego, część przedmiotów kosmetycznych nabyć można wyłącznie za tzw. kredyty Heliksa, kupowane za prawdziwą gotówkę.

### Walka
W poprzednich odsłonach wykorzystywano „system par animacji”, w ramach którego walki opierały się na serii predefiniowanych animacjach, zależnych od przycisku wciśniętego przez gracza i oskryptowanego zachowania sztucznej inteligencji, podczas gdy w Origins zaimplementowano walkę opartą na hitboksach. Dzierżąc broń, postać atakuje nią, co pozwala albo na trafienie w jakąś część ciała przeciwnika i zabicie go bądź zranienie, albo na całkowite chybienie celu. Walcząc wręcz można wyprowadzać dwa rodzaje ataków: lekkie – szybsze i zadające mniej obrażeń, bądź ciężkie – wolniejsze, ale bardziej śmiercionośne. Każda z broni używanych przez Bayeka określana jest rodzajem rzadkości (pospolita, niepospolita bądź legendarna) oraz statystykami – wartością zadawanych obrażeń, szybkością i zasięgiem. Bayek wyposażyć może się w osiem rodzajów broni do walki wręcz (jak miecze, włócznie czy buławy) i cztery rodzaje łuków. Bronie legendarne z reguły zdobyć można po pokonaniu wysokopoziomowych przeciwników, tzw. łowców. Ponieważ wrogów również obowiązuje system hitboksów, postać może wyposażyć się w tarczę, parować wrogie ataki bądź unikać ich, musi też odpowiednio zbalansować swoje umiejętności ofensywne i defensywne. W zależności od archetypu przeciwnika, konieczne jest wykorzystanie przeciwko niemu innej broni. W trakcie walki postać stopniowo zyskuje adrenalinę, a po zapełnieniu jej paska może wyprowadzić druzgocący atak bronią białą. Bayek ma też dostęp do torby z narzędziami, takimi jak zatruwające i usypiające strzałki czy bomby, które może wykorzystać, żeby zyskać przewagę w walce. Może przykładowo podpalić przeciwnika, strzelając płonącą strzałą w stojące koło niego słoje z olejem, czy zastawić pułapkę przy koszu z węglami, który eksploduje, kiedy przeciwnik będzie chciał wezwać wsparcie.
Odwiedzane przez postać miejsca zostały zaprojektowane tak, żeby mogła ona zarówno po cichu eliminować znajdujących się w nich przeciwników, jak i walczyć z nimi otwarcie. Większość wrogów można pokonać poprzez zakradnięcie się do nich i zabicie za pomocą ukrytego ostrza, nie działa to jednak w przypadku tych na wyższym poziomie. Znany od pierwszej odsłony „widok orła”, pokazujący przeciwników i przedmioty, został zastąpiony przez orlicę południową imieniem Senu, będącą towarzyszką Bayeka. Gracz kontroluje Senu, z lotu ptaka zawczasu sprawdzając okolicę i zaznaczając przeciwników oraz interesujące miejsca czy przedmioty, które pozostają widoczne na mapie po przełączeniu się z powrotem na grywalną postać. Ta może ukrywać się w wysokiej trawie albo przemieszczać się po dachach, żeby uniknąć wykrycia. Możliwe jest również przyciągnięcie uwagi przeciwnika, np. gwiżdżąc, i zabicie go, kiedy podejdzie do kryjówki. Zgodnie z tradycją serii, Bayek jest doświadczonym freerunnerem, mogącym wspinać się na niemal wszystkie budowle. Gracz może oswajać dzikie zwierzęta, które wspomagają następnie postać w walce. Obecna wcześniej w Assassin’s Creed III, Black Flag i Rogue walka na morzu możliwa jest we fragmentach, w których gracz wciela się w dowodzącą okrętem Ayę.

## Produkcja
Głównym producentem gry było studio Ubisoft Montréal, wspomagane przez inne studia Ubisoftu z całego świata. Studio z Montréalu stworzyło wcześniej Assassin’s Creed: Revelations i Assassin’s Creed IV: Black Flag. Prace nad Origins rozpoczęły się po premierze Black Flag i trwały przez około cztery lata. Znaczącą rolę odegrały również Ubisoft Sofia i Ubisoft Singapore, odpowiedzialne za projekt świata i zadania. Zespół z Sofii pracował nad grobowcami i piramidami, podczas gdy ten z Singapuru nad walką na morzu. Reżyserami projektu zostali Jean Guesdon i Ashraf Ismail, którzy pełnili tę funkcję również przy okazji Black Flag. Nad grą pracowało łącznie blisko tysiąc osób, z czego tylko trzysta należało do studia w Montréalu. Ubisoft określił taki model tworzenia gry jako „współprodukcję”, ponieważ – w odróżnieniu od poprzednich odsłon – studia wspierające miały większą swobodę, a ich praca miała większe znaczenie dla ogólnej jakości całokształtu. Według Ismaila, model współprodukowania pozwala na to, żeby każdy obszar w grze był wyjątkowy. Pomimo tego, główny zespół opracował wytyczne, których powinny przestrzegać wszystkie pozostałe studia. Przykładowo, wyznaczono maksymalną odległość pomiędzy zleceniodawcą zadania a jego celem, a w poszczególnych strefach mogło znajdować się tylko jedno zadanie danego typu, np. „zabawne” czy polegające na zlikwidowaniu przeciwników. Ubisoft starał się tym sposobem zmodernizować strukturę rozgrywki serii.
Fani Assassin’s Creed od dawna wskazywali starożytny Egipt jako miejsce, w którym powinna rozgrywać się akcja kolejnej gry z serii, Ubisoft jednak przez długi czas odrzucał ten pomysł. Alex Hutchinson, dyrektor kreatywny Assassin’s Creed III, stwierdził, że starożytny Egipt – wraz z dwoma innymi okresami, które jako najbardziej pożądane wskazali fani, tj. feudalną Japonią i II wojną światową – to „najgorsze możliwe wybory”. W jednym z późniejszych wywiadów Ismail przyznał jednak, że Egipt był miejscem, w którym studio chciało osadzić grę i było świadome wymagań graczy. Jego zdaniem w poprzednich częściach nie zdecydowano się na ten okres ze względu na ograniczenia ówczesnych konsol. Twórcy postanowili rozpocząć fabułę w 49 r. p.n.e., ponieważ pozwalało to na pokazanie „imponującego zderzenia cywilizacji”. Rozwijająca się od tysięcy lat kultura egipska chyliła się już ku upadkowi, ogromne piętno odcisnęły na niej Grecy i Rzymianie, czego kulminacją było podporządkowanie państwa Rzymowi po wydarzeniach przedstawionych w grze. Według Ismaila osadzenie akcji w takim okresie pozwalało na „epickość”, ponieważ pokazywało „śmierć jednego świata i narodziny nowego”. Na początku prac zespół przekształcił mapę wykorzystaną w Black Flag poprzez zamienienie oceanu na ląd. Żeby zapełnić tak dużą przestrzeń, niezbędne były czynności i wydarzenia mające jakieś znaczenie, z tego też względu do zadań i gry wprowadzono elementy gier fabularnych. Żeby ułatwić przemieszczanie się po świecie, dodano do niego zagadki, polowania i wrogie posterunki, stanowiące naturalne punkty, do których gracz kieruje się po zwiedzeniu jednego. System walki został znacząco rozbudowany, żeby umożliwić użytkownikom jak największą swobodę wyboru. Chcąc upewnić się, że walka nie będzie stanowiła problemu dla żadnego z graczy, po raz pierwszy w historii serii wprowadzono wybór poziomu trudności.
Podczas prac studio konsultowało się z egiptologami i historykami, zawarto również umowy z uniwersytetami, żeby ich eksperci mogli dostarczyć studiu niezbędnych informacji i wyników badań. Poza historykami, z którymi współpracowano już wcześniej, twórcy zwrócili się m.in. do Jeana-Claude’a Golvina, który pomógł w rozmieszczeniu w świecie gry punktów charakterystycznych oraz odtworzeniu starożytnych malowideł. Historycy pomagali również w tworzeniu scenariusza, przykładowo jedna z konsultantek, Evelyne Ferron, przekonała twórców, żeby zmienić scenę przedstawiającą publiczną mumifikację w świątyni, ponieważ stało to w sprzeczności z ówczesną mentalnością Egipcjan. Podręcznik Egyptian Grammar: Being an Introduction to the Study of Hieroglyphs Alana Gardinera posłużył jako podstawa do stworzenia języka, którym posługują się postacie niezależne, dodatkowo wykorzystano również prace Jamesa Allena i Raymonda Faulknera. Celem twórców nie było wierne historii odtworzenie Egiptu, a raczej sprawienie, żeby ten przedstawiony w grze był autentyczny. Zespół obejrzał wiele filmów i seriali telewizyjnych, żeby ustalić, jak Egipt przedstawiano w kulturze popularnej, a kiedy stwierdzano, że aspekty historyczne wpływają negatywnie na rozgrywkę, dokonywano odpowiednich zmian. Niektóre przedstawione w Origins miasta są większe niż pierwotnie, ponieważ twórcy chcieli, żeby „miejsca takie jak Aleksandria czy Memfis sprawiały iście faraońskie wrażenie”. Ismail dodał, że jeżeli jakieś wydarzenie zostało dobrze udokumentowane w źródłach historycznych, autorzy stosowali się do historycznego konsensusu, w innym przypadku odtwarzano je we własnym zakresie w taki sposób, żeby pasowało do gry.

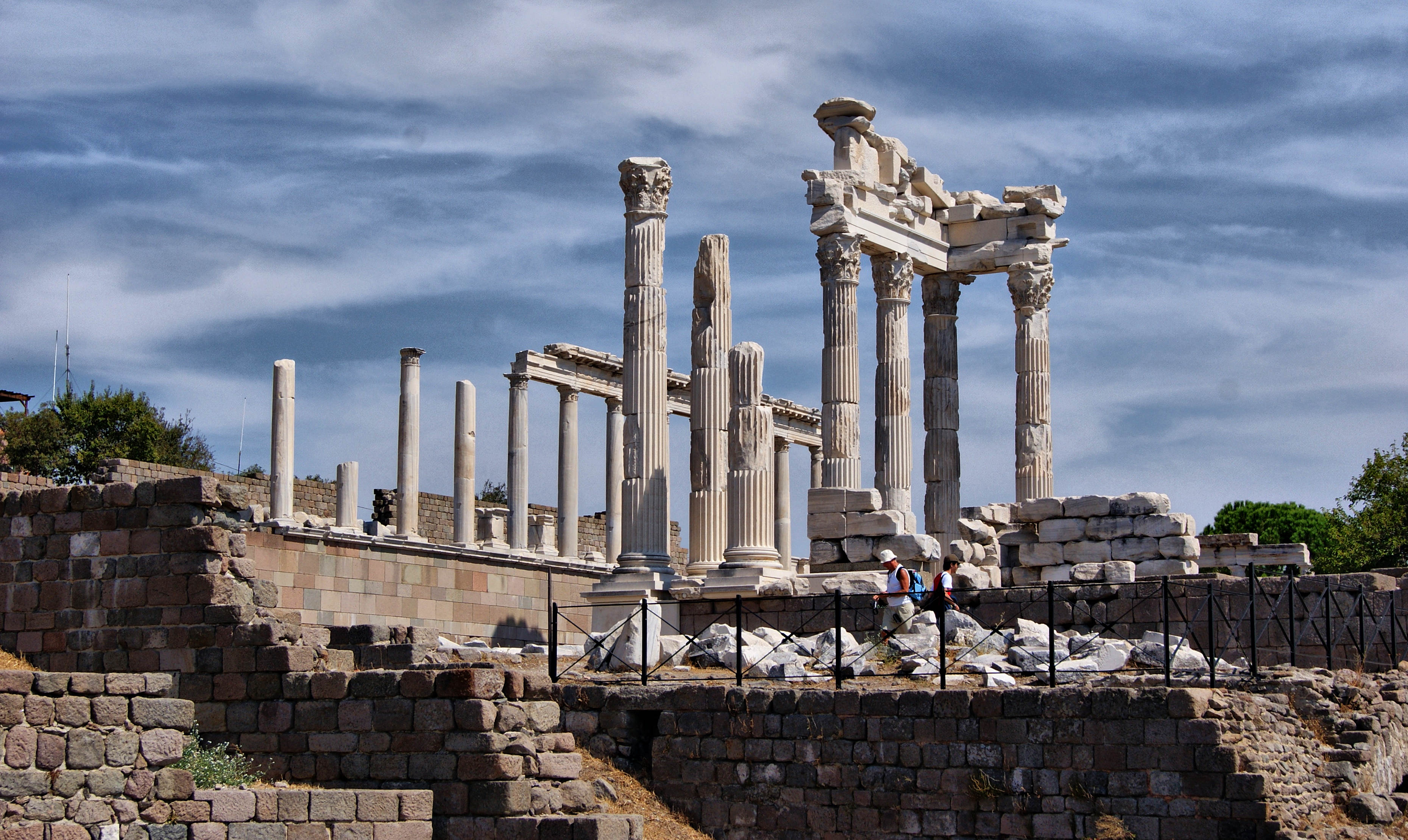
Ruiny tureckiego Pergamonu wzorowanego na Aleksandrii posłużyły twórcom jako inspiracja do zaprojektowania tego miasta w grze.

Celem zespołu było sprawienie, żeby gracze odczuwali większą immersję, z tego też względu do gry dodano chociażby burze piaskowe czy miraże, których postać może doświadczyć, jeżeli zbyt długo będzie przebywała na pełnym słońcu. Miasta zostały zaprojektowane tak, żeby różniły się od siebie, co miało odzwierciedlać ich historię. Projektując Aleksandrię, inspirowano się Pergamonem w Turcji, które zaprojektowano na wzór starożytnej stolicy Egiptu. Chociaż większość lokacji w grze została stworzona ręcznie, artyści i programiści korzystali też z generowania proceduralnego do zapełnienia dużych, otwartych przestrzeni kamieniami, trawą i drzewami. Pojawiająca się we wcześniejszych odsłonach minimapa została zastąpiona kompasem, co zdaniem twórców sprawia, że HUD nie zajmuje już tak dużo miejsca, zachęcając graczy do eksploracji. Żeby świat był bardziej dynamiczny, zespół poświęcił dużo czasu na zaprojektowanie sztucznej inteligencji bohaterów niezależnych, dzięki której mają oni swoje codzienne zwyczaje, pracują za dnia i śpią w nocy. Zleceniodawcy przemieszczają się, nie pozostając w jednym miejscu, z kolei gracz może wybrać porę dnia, podczas której chce zabić swoje cele. Na poczynania Bayeka inaczej reagują różne frakcje w grze.
Na głównego scenarzystę wybrano Alaina Merciecę, z którym skontaktowano się, kiedy jeden z reżyserów przerywników filmowych zobaczył jego sztukę Squeegee Nights. Bayek jest postacią bardziej dorosłą i doświadczoną i inny protagoniści serii, Ismail opisuje go jako postać „reaktywną”, wyrażającą różne emocje. Jako medżaj uosabia dawne egipskie tradycje, jednak widmo zaanektowania Egiptu przez Rzym zmusza go do zastanowienia się „co trzeba zrobić i kim musi się stać”. Głosu Bayekowi użyczył Abubakar Salim, któremu podczas castingu powiedziano, że jest przesłuchiwany do roli w serialu animowanym wykorzystującym technikę motion capture. Według raportu Bloomberga opublikowanego w 2020 roku, pracownicy Ubisoftu – w szczególności dział marketingu i dyrektor ds. kreatywnych Serge Hascoët – od dłuższego czasu próbowali umniejszać znaczenie asasynek w serii. Zgodnie z tym samym źródłem, Bayek miał zostać zabity na wczesnym etapie gry, a następnie gracz miał wcielać się w Ayę, której głosu użyczyła Alix Wilton Regan.

## Dystrybucja
Począwszy od Assassin’s Creed II (2009), każda kolejna część serii ukazywała się co roku. Po premierze Assassin’s Creed: Syndicate (2015), które sprzedało się gorzej niż poprzednie odsłony, Ubisoft zdecydował się nie wydawać kolejnej gry w 2016. Wydawca zezwolił na dodatkowy rok prac, żeby zespół mógł dokonać „ewolucji mechanik” i przywrócić serii tytuł „pierwszoligowej marki z otwartym światem”. Prezes Ubisoftu Yves Guillemot dodał później, że dodatkowy czas pozwolił na doszlifowanie gry i wyciągnięcie nauczki z Unity (2014), którego fatalny stan techniczny w momencie premiery rozdrażnił fanów. Pierwsze pogłoski o grze pojawiły się w styczniu 2016, kiedy serwis Kotaku, powołując się na swojego informatora, poinformował, że będzie nosiła ona podtytuł Empire, a jej akcja osadzona będzie w Egipcie. Ubisoft oficjalnie zapowiedział grę podczas swojej konferencji prasowej na targach Electronic Entertainment Expo 2017. Światowa premiera na platformach Windows, PlayStation 4 i Xbox One odbyła się 27 grudnia 2017, z kolei 15 grudnia 2020 roku gra trafiła na Google Stadię. Origins zostało wydane w kilku edycjach, z których droższe zawierały dodatkową zawartość cyfrową, oraz w wersji kolekcjonerskiej. 10 października 2017 do sprzedaży trafiła powieść Olivera Bowdena Assassin’s Creed: Pustynna przysięga, stanowiąca wprowadzenie do Origins i przedstawiająca losy nastoletniego Bayeka wyruszającego na poszukiwania swojego zaginionego ojca.
Po premierze gra była wspierana dodatkową zawartością, w tym m.in. kilkoma zestawami ze sprzętem dla postaci. Ubisoft nawiązał współpracę ze Square Enix, producentami Final Fantasy XV, w celu dodania do gry kosmetycznych przedmiotów związanych z japońską marką. Pierwszy dodatek fabularny, Ukryci, został wydany 23 stycznia 2018. Jego akcja rozgrywa się po zakończeniu wątku głównego Origins na okupowanym przez Rzymian półwyspie Synaj. Drugi dodatek, Klątwa faraonów, zadebiutował 13 marca. Koncentruje się on na mitologii egipskiej, a Bayek trafia do Teb i Doliny Królów, żeby zbadać starożytną klątwę. Oba dodatki podnoszą maksymalny możliwy do osiągnięcia poziom postaci i dodają nowe stroje, wierzchowce oraz wyposażenie.
Gra doczekała się także kilku darmowych aktualizacji. 17 grudnia pojawiła się misja Oto nowy pretendent dodająca nową arenę gladiatorów w Cyrenie. Wraz z nią wprowadzono nowy poziom trudności i skalowanie wrogów, umożliwiające dostosowywanie ich poziomu do poziomu Bayeka, jeżeli domyślnie są na niższym. W ramach serii misji Próby bogów Bayek może zmierzyć się z pięcioma wysokopoziomowymi bossami inspirowanymi egipskimi bóstwami. W lutym 2018 dodany został tryb nowej gry plus, z kolei w kwietniu, wyłącznie na komputerach, tryb pozwalający na dostosowanie parametrów gry, takich jak np. zwiększona prędkość poruszania się czy nieskończone życie.
W lutym 2018 roku wydano Wycieczkę krajoznawczą: Starożytny Egipt, zawierającą siedemdziesiąt pięć wirtualnych wycieczek z przewodnikiem, trwających od pięciu do dwudziestu pięciu minut. Opowiadają one o charakterystycznych miejscach, staroegipskim społeczeństwie, jego zwyczajach i tradycjach. Zawierają „informacje akademickie zweryfikowane przez historyków i egiptologów”, zebrane podczas badań uniwersytetów i instytucji takich jak chociażby Muzeum Brytyjskie. Z Wycieczki całkowicie usunięto walkę, co pozwala nauczycielom prezentować ją podczas zajęć szkolnych. Przygotowując tryb sugerowano się opiniami osób powiązanych z edukacją, projektując go w taki sposób, żeby był jak najbardziej przystępny dla każdego i żeby można było eksplorować go w swoim tempie. Niemieckie czasopismo naukowe „Damals” w artykule poświęconym grom z motywami historycznymi stwierdziło, że dzięki temu trybowi Origins przekształciło się z produktu rozrywkowego w interaktywną pomoc dydaktyczną. Podczas wystawy „Królowe Egiptu” w kanadyjskim Pointe-à-Callière Museum w 2018 roku wykorzystano grafiki i filmiki z trybu edukacyjnego. Samodzielna wersja Wycieczki, niewymagająca zakupu Origins, została wydana w maju 2020. Tryb ten zapoczątkował osobną podserię Wycieczek krajoznawczych, które pojawiły się również w dwóch następnych odsłonach – Odyssey i Valhalli. W czerwcu 2022 roku wydano łatkę dla posiadaczy wersji gry na PlayStation 5 i Xbox Series X/S, pozwalającą na rozgrywkę z szybkością animacji wynoszącą 60 klatek na sekundę.

## Odbiór

### Opinie krytyków
Assassin’s Creed: Origins zostało pozytywnie ocenione przez krytyków. Średnia ocen w agregatorze recenzji Metacritic wynosi, w zależności od platformy, 81-85/100. Produkcja doczekała się również kilkunastu nominacji, w tym dla najlepszej gry roku, w branżowych plebiscytach.
Louise Blain z GamesRadaru chwaliła zróżnicowany projekt mapy, dzięki czemu każdy z regionów sprawia wrażenie unikatowego. W podobnym tonie wypowiedziała się Alanah Pearce z IGN-u, dodając, że każde miasto charakteryzuje się wyjątkową kulturą i architekturą, a gra oferuje „wyborne poczucie odkrywania”, dzięki czemu do interesujących miejsc gracz zachodzi intuicyjnie. Chris Carter z Destructoidu stwierdził, że „Origins ani przez chwilę nie sprawia wrażenia nieautentycznego” i pochwalił Egipt jako unikatowe miejsce akcji. Podobnie jak Pearce, poświęcił dużo więcej czasu na eksplorowanie świata niż w poprzednich odsłonach Assassin’s Creed. Stephanie Chan z VentureBeat opisała Egipt jako „widowiskowy spektakl”, chwaląc zróżnicowane projekty map oraz zagadki w grobowcach i świątyniach. Alessandrowi Fillariemu z GameSpotu również spodobał się Egipt będący miejscem akcji, który określił mianem „jasnego i bujnego”, sprawiającego „mocne wrażenie naprawdę żyjącego”, chociaż zauważył, że niektóre obszary są zbyt skąpe. Chwalił gęsto zaludnione miasta i przywiązanie Ubisoftu do szczegółów. Christopher Livingston z „PC Gamera” zauważył, że sugerowane poziomy postaci upodabniają Origins do gier gier MMO, co daje „wrażenie wymuszonej trudności”.
Blain chwaliła projekt gry i odejście od skostniałej formuły rozgrywki poprzednich odsłon, pełnych animacji opartych na parach, misjach polegających na śledzeniu i przesadnej liczbie znajdziek. Pearce spodobało się zrezygnowanie z wymuszania na graczu cichego przechodzenia misji i wprowadzenie odświeżonego systemu parkouru. Pochwaliła też nowy system postępu, dający graczowi więcej wyborów niż w poprzednich częściach, oraz skupioną na akcji walkę, którą określiła jako „intensywną”. Surielowi Vasquezowi z „Game Informera” spodobała się otwartość gry, pozwalająca na swobodę wyboru podejścia do zadań, jak również bardziej angażująca walka. Chan opisała walkę jako „niepozbawioną wad”, ale „ogólnie poprawnie wykonaną”, nie podobały jej się jednak fragmenty z Ayą i Laylą, które w jej opinii stanowiły niepotrzebną przerwę w rozgrywce. Christian Donlan, recenzent Eurogamera, uznał, że walka została znacząco usprawniona względem poprzedniczek i oddaje nowy kierunek, w jakim podążyła seria. Uznał, że jest ona bardziej angażująca i wymaga od gracza użycia strategii, zwłaszcza w sytuacjach, kiedy postać walczy jednocześnie z kilkoma archetypami przeciwników. Stwierdził jednak, że walka i rozgrywka nie są odkrywcze, dodając, że „gdzie nie spojrzeć, wszystko to, co robimy w Origins, robiliśmy już w innych grach”. Zarówno Pearce, jak i Fillari krytykowali system blokowania widoku na celu, który nie działał poprawnie. Fillari dodał, że przez to „walki, które mogły być taktyczne i zaciekłe zamieniają się w dezorientujące i niezdarne starcia”, z kolei sterowanie podczas skradania się jest mniej responsywne niż w poprzednich częściach, co uważa za największą wadę Origins.
Blain spodobało się to, że rozpoczęcie jednego zadania pobocznego może aktywować serię dodatkowych. Pearce uznała fabułę za „wybornie tajemniczą” i „rozbudowaną”, zaś Fillari pochwalił ją za skuteczne balansowanie „momentami łamiącymi serce i powagą”. Pearce chwaliła również zadania poboczne jako zapadające w pamięć i to, że pojawiają się w nich „wielowymiarowe, interesujące postacie z wiarygodnymi motywacjami”. Carter zauważył, że chociaż gra rozpoczyna się nieciekawie, to z czasem opowieść powoli zaczyna robić się coraz bardziej intrygująca. Chan skrytykowała niektóre misje główne, zwłaszcza te związane z zabijaniem kultystów, twierdząc, że psują klimat. Chwaliła zadania poboczne, twierdząc, że dobrze odzwierciedlają codzienne życie w starożytnym Egipcie, są jednak na wskroś powtarzalne. Andy Kelly z „PC Gamera” dodaje, że Origins jest „wyjątkowo jaskrawym przykładem wodolejstwa”, a podczas dwudziestu ośmiu godzin, które spędził z grą, osiem poświęcił na kończenie zadań pobocznych „wbrew swojej woli”. Livingston zaznacza, że gracze wielokrotnie zmuszani są do powtarzania tych samych czynności, żeby zdobyć punkty doświadczenia niezbędne do wykonania następnych misji z głównego wątku, co całkowicie psuje jego tempo. Recenzentom ogólnie spodobała się postać Bayeka. Donlan uznał go za „uroczego”, a Colin Campbell z Polygonu za „dobrego” i „oddanego”.
Wykorzystując Origins, egiptolog Chris Naunton z Southampton University stworzył emitowaną na Twitchu serię Playing in the Past, przeznaczoną do nauki historii starożytnego Egiptu. Według niego i części innych egiptologów, gra stanowi „najlepszą wizualizację starożytnego Egiptu”.

### Sprzedaż
W listopadzie 2017 Ubisoft poinformował, że w ciągu dziesięciu dni od premiery Origins sprzedało się w dwukrotnie większej liczbie egzemplarzy niż Syndicate, gracze spędzili przy grze również więcej czasu. 35% egzemplarzy sprzedano w wersji cyfrowej, podczas gdy w przypadku Syndicate było to 12%. W pierwszym tygodniu Origins znalazło się na pierwszym miejscu najchętniej kupowanych pudełkowych gier w Wielkiej Brytanii, pokonując debiutujące tego samego dnia Wolfenstein II: The New Colossus i Super Mario Odyssey. W Stanach Zjednoczonych była drugą najlepiej sprzedającą się w wersji pudełkowej grą w październiku 2017, wyprzedzaną przez Śródziemie: Cień wojny, i trzecią w listopadzie – za Call of Duty: WWII i Star Wars Battlefront II. Przed zakończeniem ósmej generacji konsol sprzedano ponad dziesięć milionów egzemplarzy gry.

### Nagrody i wyróżnienia
| Rok  | Nagroda / organizacja                                 | Kategoria                                                                  | Wynik     |
| ---- | ----------------------------------------------------- | -------------------------------------------------------------------------- | --------- |
| 2017 | Nagroda Krytyków E3 2017                              | Najlepsza gra na konsule                                                   | nominacja |
| 2017 | Nagroda Krytyków E3 2017                              | Najlepsza gra przygodowa/akcji                                             | nominacja |
| 2017 | 35. Golden Joystick Awards                            | Gra roku                                                                   | nominacja |
| 2017 | The Game Awards 2017                                  | Najlepsza gra przygodowa/akcji                                             | nominacja |
| 2017 | Titanium Awards                                       | Gra roku                                                                   | nominacja |
| 2017 | Titanium Awards                                       | Najlepszy projekt artystyczny                                              | nominacja |
| 2017 | Titanium Awards                                       | Najlepszy projekt narracji                                                 | nominacja |
| 2017 | Titanium Awards                                       | Najlepsza gra przygodowa/fabularna                                         | nominacja |
| 2017 | Titanium Awards                                       | Najlepsza interpretacja                                                    | nominacja |
| 2018 | Gra roku 2017 Gry-Online                              | Najlepsza gra roku – nagroda czytelników                                   | wygrana   |
| 2018 | Gra roku 2017 Gry-Online                              | Najlepsza gra akcji – nagroda czytelników                                  | wygrana   |
| 2018 | New York Game Awards 2018                             | Najlepszy świat                                                            | nominacja |
| 2018 | 16. Visual Effects Society Awards                     | Najlepsze efekty wizualne w projekcie czasu rzeczywistego                  | wygrana   |
| 2018 | 16. Visual Effects Society Awards                     | Najlepsze środowisko w odcinku, reklamie lub projekcie czasu rzeczywistego | nominacja |
| 2018 | 21. D.I.C.E. Awards                                   | Najlepsza postać (Bayek)                                                   | nominacja |
| 2018 | 21. D.I.C.E. Awards                                   | Osiągnięcie techniczne                                                     | nominacja |
| 2018 | 21. D.I.C.E. Awards                                   | Przygodowa gra roku                                                        | nominacja |
| 2018 | National Academy of Video Game Trade Reviewers Awards | Kierunek artystyczny – utwór historyczny                                   | nominacja |
| 2018 | National Academy of Video Game Trade Reviewers Awards | Kontrola projektu – 3D                                                     | nominacja |
| 2018 | National Academy of Video Game Trade Reviewers Awards | Projekt kostiumów                                                          | nominacja |
| 2018 | National Academy of Video Game Trade Reviewers Awards | Gra przygodowa                                                             | nominacja |
| 2018 | National Academy of Video Game Trade Reviewers Awards | Grafika – aspekty techniczne                                               | nominacja |
| 2018 | National Academy of Video Game Trade Reviewers Awards | Oświetlenie/teksturowanie                                                  | nominacja |
| 2018 | National Academy of Video Game Trade Reviewers Awards | Ścieżka dźwiękowa – seria                                                  | nominacja |
| 2018 | National Academy of Video Game Trade Reviewers Awards | Wykorzystanie dźwięku – seria                                              | nominacja |
| 2018 | Italian Video Game Awards                             | Nagroda publiczności                                                       | nominacja |
| 2018 | Italian Video Game Awards                             | Gra roku                                                                   | nominacja |
| 2018 | SXSW Gaming Awards                                    | Najlepsza oprawa wizualna                                                  | nominacja |
| 2018 | SXSW Gaming Awards                                    | Najlepsza animacja                                                         | nominacja |
| 2018 | Game Developers Choice Awards                         | Najlepsza technologia                                                      | nominacja |
| 2018 | 14. British Academy Games Awards                      | Najlepsza gra                                                              | nominacja |
| 2018 | 14. British Academy Games Awards                      | Najlepszy projekt                                                          | nominacja |
| 2018 | 14. British Academy Games Awards                      | Wykonawca (Abubakar Salim)                                                 | nominacja |
| 2018 | ASCAP Composers’ Choice Awards                        | Ścieżka dźwiękowa roku                                                     | nominacja |

## Kontynuacja
Kontynuację gry, pod względem wątku współczesnego, stanowi Assassin’s Creed: Odyssey, wydana 5 października 2018 roku na Windows, PlayStation 4 i Xboksa One. Gra została wyprodukowana przez Ubisoft Québec, a jej akcja osadzona jest w starożytnej Grecji podczas wojen peloponeskich. W Assassin’s Creed: Valhalla Reda, kupiec pojawiający się również w Origins, opowiada Eivorowi historię Bayeka, bohater może przeczytać także jego list, czytany przez Abubakara Salima